# Raja kosmata
Raja kosmata (Leucoraja fullonica) – gatunek ryby chrzęstnoszkieletowe z rodziny rajowatych (Rajidae).

## Występowanie
Północny Atlantyk od Norwegii, Islandii i  Wysp Owczych do Madery, Morze Śródziemne i sporadycznie w Kanale Sueskim.
Występuje na głębokościach od 20 do 500 m, nad dnem piaszczystym,  czasami skalistym.

## Cechy morfologiczne
Osiąga długość maksymalnie do 1,2 m. Ciało spłaszczone grzbietobrzusznie o kształcie szerokiej rombowatej tarczy, przednia krawędź słabo wycięta. Płetwy piersiowe prostokątne. Pysk wydłużony, ostrokątny. Na stronie grzbietowej liczne kolce, na bokach trzonu ogonowego po bokach po jednym rzędzie kolców. Strona brzuszna gładka. Uzębienie składa się z 58–68 spiczastych zębów w każdej szczęce. Dwie małe płetwy grzbietowe osadzone są na końcu na końcu długiego, płaskiego trzonu ogonowego. Płetwa ogonowa zredukowana.
Strona grzbietowa w zależności od miejsca pobytu żółtwo-, zielonkawo- lub brązowawoszara z małymi czarnymi plamami. Strona brzuszna mlecznobiała.

## Odżywianie
Żywi się małymi zwierzętami żyjącymi na przy dnie, głównie skorupiaki i ryby.

## Rozród
Ryba jajorodna. Bursztynowe otoczki jajowe składane są w głębokiej wodzie.